# Anna Curtenius Roosevelt
Anna Curtenius Roosevelt (* 1946) ist eine US-amerikanische Archäologin und die Enkelin des amerikanischen Präsidenten Theodore Roosevelt.

## Leben
Anna Curtenius Roosevelt wurde 1946 geboren. Sie schloss das Studium der Anthropologie an der Stanford University ab und wurde an der Columbia University promoviert. Als Professorin der Anthropologie an der University of Illinois at Chicago (1994 bis heute) sowie als Kuratorin für Archäologie am Field Museum of Natural History (1991 bis 2002) erforscht Curtenius Roosevelt die menschliche Frühgeschichte und die Nachhaltigkeit der Landnutzung im tropischen Wald im Amazonasgebiet und dem Kongo.
Im Jahr 1988 war sie MacArthur Fellow. 1992 wurde sie in die American Academy of Arts and Sciences gewählt.

## Forschungen
Roosevelt erforschte die nahezu unbekannte Geschichte der frühen Indianer in Südamerika. Ähnlich wie ihr berühmter Großvater, der bereits im Jahr 1914 Expeditionen ins Amazonasgebiet durchgeführt hatte, beschäftigte sie sich mit der Frage, ab wann Menschen in diesem Gebiet gelebt hatten. Weitere Studien in Afrika führten zu ihrer Theorie, dass die Entwicklung der frühen Menschen sich entgegen der allgemein geläufigeren Annahme weniger aus der Savanne als vielmehr aus dem Dschungel heraus entwickelt haben könnte.
Bei ihren Nachforschungen in Südamerika befasste sie sich vor allem mit den Ursprüngen der Landwirtschaft. Auf Einladung eines US-amerikanischen Archäologen durfte sie Forschungen über den frühen Maisanbau im Orinoko-Gebiet, Venezuela, durchführen. Sie entdeckte anhand von Funden (Pflanzen, Knochen, Keramik und Holz), dass es in frühgeschichtlicher Zeit andere Lebensweisen als die heute anzutreffenden gegeben haben musste. Das heutige Grundnahrungsmittel Maniok (auch: Yuca) konnte keine dichte Bevölkerung ernährt haben. Genau diese allgemeine Auffassung unter Gelehrten wollte Curtenius Roosevelt widerlegen. Sie fand schließlich andere menschliche Spuren in Höhlen und ehemaligen Müllplätzen, u. a. in der Nähe von Santarém, Brasilien sowie Höhlenmalereien, Früchte, Nüsse und Schildkrötenpanzer sowie Fischgräten. Sie konnte anhand von chemischen Analysen verschiedener Knochenfunde beweisen, dass die Nahrungsgrundlage nicht Maniok, sondern Mais gewesen war. Dadurch konnte sie belegen, dass es durchaus große Siedlungen gegeben haben konnte. Sie ging außerdem davon aus, dass die ersten Siedler sich bereits mit Booten fortbewegt hatten und vermutlich von China und Japan und über die Beringstraße nach Nordamerika gezogen waren.
In Afrika suchte sie ebenfalls nach Spuren früher Besiedlung, vor allem in Gegenden mit vulkanischer oder tektonischer Aktivität. Sie folgte Flussläufen. Mit dem Vergleich ihrer Entdeckungen in Afrika mit denen in Südamerika versuchte sie zu belegen, dass die menschliche Besiedlung eher aus dem Dschungel hervorgegangen war als aus der Savanne.
Damit stellte sie allgemein anerkannte Theorien über die Entwicklung der Menschheitsgeschichte in Frage. Auch hob sie die Bedeutung der Frauen in den frühen Gesellschaften hervor. Vermutlich war ihnen bereits eine wichtige Rolle bei der Nahrungsbeschaffung zugefallen.